# Wareemba, New South Wales
Wareemba este o suburbie în Sydney, Australia.